# Komisariat Straży Granicznej „Szczuczyn”
Komisariat Straży Granicznej „Szczuczyn” – jednostka organizacyjna Straży Granicznej pełniąca służbę ochronną na granicy polsko-niemieckiej w latach 1928–1939.

## Geneza
Na wniosek Ministerstwa Skarbu, uchwałą z 10 marca 1920, powołano do życia Straż Celną. 1 czerwca 1921 w Szczuczynie stacjonowało dowództwo 2 batalionu celnego.
Na przełomie lat 1921/1922 ochronę granicy państwowej w tym rejonie od pododdziałów 2 batalionu celnego przejęła Straż Celna. Na terenie przyszłego komisariatu SG „Szczuczyn” powstał komisariat Straży Celnej „Chojnowo”, który wraz ze swoimi placówkami granicznymi, wszedł w podporządkowanie Inspektoratu Straży Celnej „Grajewo”.
W drugiej połowie 1927 przystąpiono do gruntownej reorganizacji Straży Celnej. W praktyce skutkowało to rozwiązaniem tej formacji granicznej.

## Formowanie i zmiany organizacyjne
Rozporządzeniem Prezydenta Rzeczypospolitej Polskiej Ignacego Mościckiego z 22 marca 1928, do ochrony północnej, zachodniej i południowej granicy państwa, a w szczególności do ich ochrony celnej, powoływano z dniem 2 kwietnia 1928 Straż Graniczną.
Rozkazem nr 1 z 12 marca 1928 w sprawach organizacji Mazowieckiego Inspektoratu Okręgowego Naczelny Inspektor Straży Celnej gen. bryg. Stefan Pasławski przydzielił komisariat „Szczuczyn” do Inspektoratu Granicznego nr 1 „Stawiska” i określił jego strukturę organizacyjną.
2 kwietnia 1928 rozwiązywany komisariat Straży Celnej „Kumelsk” przekazał inwentarz, będący pod zarządem komisariatu, kierownikowi komisariatu „Szczuczyn”.
Rozkazem nr 9 z 18 października 1929 w sprawie reorganizacji mazowieckiego Inspektoratu Okręgowego komendant Straży Granicznej płk Jan Jur-Gorzechowski określił numer i nową strukturę komisariatu.
Rozkazem nr 4/31 zastępcy komendanta Straży Granicznej płk. Emila Czaplińskiego z 20 października 1931 zniesiono placówkę SG „Stawiski”.
Rozkazem nr 4 z 17 grudnia 1934 w sprawach [...] zarządzeń organizacyjnych i zmian budżetowych, komendant Straży Granicznej płk Jan Jur-Gorzechowski przeniósł placówkę I linii „Czarnowo” do Niedźwiadnej.
Rozkaz komendanta Straży Granicznej płk. Jana Jura-Gorzechowskiego z 10 maja 1938 w sprawie terminologii w odniesieniu do władz i jednostek formacji, wydany w związku z rozkazami KSG z 25 i 29 kwietnia 1938, przemianował inspektoraty graniczne na obwody Straży Granicznej z dodaniem nazwy miejscowości, w której jednostka stacjonuje. Jednocześnie nakazał używanie w stosunku do kierowników komisariatów i placówek nowych terminów: „komendant komisariatu” i „dowódca placówki”. Komisariat wszedł w skład struktury Obwodu Straży Granicznej „Łomża”.

## Służba graniczna
W 1928 komisariat ochraniał odcinek granicy państwowej długości około 21 kilometrów.
Prawa granica:słupa granicznego nr 150, dalej prawy skraj lasu Zacieczkowskiego, m. Benczkowo, m. Gutki (wył.) i dalej m. Guty-Starowieś.
Lewa granica do słupa granicznego nr 131, dalej Truszki Zalesie, m. Kumelsk (wył.), szosą z Grabowa do Kumelska (wył.).
Po reorganizacji komisariat ochraniał odcinek granicy państwowej długości około 21,5 kilometra.
Sąsiednie komisariaty
- komisariat Straży Granicznej „Grajewo” ⇔ komisariat Straży Granicznej „Kolno” – 1928 i 1929

## Komenda komisariatu
| Kierownicy/komendanci komisariatu | Kierownicy/komendanci komisariatu | Kierownicy/komendanci komisariatu | Kierownicy/komendanci komisariatu |
| Stopień                           | Imię i nazwisko                   | Okres pełnienia służby            | Kolejne stanowisko                |
| --------------------------------- | --------------------------------- | --------------------------------- | --------------------------------- |
| podkomisarz                       | Antoni Wąż Amorozowicz            | IX 1828 –                         |                                   |
| komisarz                          | Ignacy Buś                        | był 1 I 1933 –                    |                                   |
| podkomisarz                       | Leonard Froelich                  | był XII 1936 – 20 VII 1939        | kwatermistrz Obwodu „Brasław”     |
| aspirant                          | Jan Zachwiej                      | 29 III 1939 -                     |                                   |
| Zastępcy komendanta komisariatu   |                                   |                                   |                                   |
| przodownik podchorąży             | Idzi Jędrszczyk                   | 1 V 1939 –                        |                                   |

## Struktura organizacyjna
Organizacja komisariatu w marcu 1928:
- komenda – Szczuczyn
- placówka Straży Granicznej I linii „Rakowo”
- placówka Straży Granicznej I linii „Czarnowo”
- placówka Straży Granicznej I linii „Milewo”
- placówka Straży Granicznej II linii „Szczuczyn”

Organizacja komisariatu w październiku 1929:
- 4/1 komenda – Szczuczyn
- placówka Straży Granicznej I linii „Rakowo”
- placówka Straży Granicznej I linii „Czarnowo”
- placówka Straży Granicznej I linii „Milewo”
- placówka Straży Granicznej II linii „Szczuczyn”
- placówka Straży Granicznej II linii „Stawiski” → Zniesiona w 1931

Organizacja komisariatu w 1933 i 1934:
- komenda – Szczuczyn
- placówka Straży Granicznej I linii „Rakowo”
- placówka Straży Granicznej I linii „Czarnowo” → w 1934 przeniesiona do Niedźwiadnej
- placówka Straży Granicznej I linii „Milewo”
- placówka Straży Granicznej II linii „Szczuczyn”

Organizacja komisariatu w 1937:
- komenda – Szczuczyn
- placówka Straży Granicznej I linii „Rakowo”
- placówka Straży Granicznej I linii „Niedźwiadna”
- placówka Straży Granicznej I linii „Milewo”
- placówka Straży Granicznej I linii „Brzozowo” (??)
- placówka Straży Granicznej II linii „Szczuczyn”
  - posterunek Straży Granicznej „Jedwabne”[22]

Organizacja komisariatu w 1939 (wg Polaka):
- komenda – Szczuczyn
- placówka Straży Granicznej I linii „Rakowo”
- placówka Straży Granicznej I linii „Niedźwiadna”
- placówka Straży Granicznej I linii „Milewo”
- placówka Straży Granicznej II linii „Szczuczyn”

Organizacja komisariatu w 1939 (wg Sobczaka):
- komenda – Szczuczyn
- placówka Straży Granicznej I linii „Rakowo”
- placówka Straży Granicznej I linii „Czarnowo”
- placówka Straży Granicznej I linii „Milewo”
- placówka Straży Granicznej II linii „Szczuczyn”
- placówka Straży Granicznej II linii „Stawiski”